# Коростенский карьер
Коростенский карьер (укр. Коростенський кар'єр) — промышленное предприятие в городе Коростень Житомирской области.
Карьер известен благодаря своей марке элитного полихромного гранита под маркой «UkrainianAutumn» (GP7, "Васильевский гранит"). Полихромный гранит за счёт примесей металлов имеет повышенную прочность на сжатие 180-210 МПа и повышенную морозостойкость, а также эстетический классический красный окрас, поэтому используется не только в строительстве сооружений, но и для создания монументальных памятников. В частности, из сорта "Васильевского гранита" был построен Мавзолей Ленина, а также он применялся для возведения здания Верховной Рады Украины Однако высокая прочность на сжатие обуславливает преимущественное использование гранита GP7 как строительного материала в дорожном строительстве и мостостроении. Для сравнения обычные недорогие сорта гранита имеют прочность на сжатие около 90 МПа и только немногие в "эконом классе" достигают 200 МПа. Более прочными являются уже дорогие сорта редкого декоративного гранита как чёрный Габбро.
Карьер также известен как поставщик гранитного щебня для строительства Крымского Моста.

## История
Добыча камня в окрестностях Коростеня имела место ещё до создания карьера.

### 1939 - 1991
Коростенское месторождение гранита расположено на правом берегу реки Уж в 1 км к юго-востоку от города Коростеня и в 1,5 км к западу от станции Шатрище Юго-Западной железной дороги. Впервые Коростенское месторождение гранита было детально разведано в 1938 году в связи с необходимостью добычи камня на нужды дорожного строительства.
В соответствии с третьим пятилетним планом развития народного хозяйства СССР месторождение было освоено и в 1939 году здесь началась добыча камня, которая проводилась кустарным способом.
В ходе Великой Отечественной войны и немецкой оккупации (с августа 1941 - до ноября 1943) карьер временно не функционировал.
После окончания боевых действий в связи с большими объёмами ремонтно-восстановительных и строительных работ потребность в строительных материалах увеличилась, и с 1948 года карьер увеличивает производство щебня.
В 1955 году запасы месторождения были переутверждены ТКЗ.
В 1960 году была проведена доразведка месторождения, началось строительство камнедробильного завода начальной мощности. В этот период рыхление гранита производили буровзрывными работами, погрузку горной массы и вскрытие месторождения выполняли экскаваторы Э-2501 с погрузкой в автосамосвалы МАЗ-205.
В 1963 году на предприятии были построены механическая мастерская, кузница, электроцех, бытовая комната, красный уголок и весовая. Объём производства щебня в 1963 году достиг 150 тыс. м³.
В связи с увеличением спроса строительной индустрии на щебень, в 1968 году введён в эксплуатацию камнедробильный цех № 2 с годовой производительностью 700 тыс. м³ фракционного щебня в год.
В 1970е - 1980е годы предприятие специализировалось на добыче и обработке гранита и входило в число ведущих предприятий города.
В 1987 году на предприятии была запущена установка по производству кровельного материала (посыпки для рубероида).
В 1988 году предприятие достигло наивысших объёмов производительности - 1270 тыс. м³ фракционного щебня.

### После 1991
В 1994 году в связи с резким падением спроса на бутощебеночную продукции, работа дробильно-сортировочного завода № 1 была приостановлена, а второй завод был демонтирован.
В мае 1995 года Кабинет министров Украины включил Коростенский щебёночный завод в перечень предприятий, подлежащих приватизации в течение 1995 года, в дальнейшем владельцем завода и карьера стала созданная 30 декабря 1996 года компания ООО «Юнигран».
В 1995 году на предприятии была запущена барабанная сушилка для рубероидной посыпки фракции 0,063-2 с последующей загрузкой в мешки.
В июне 2008 года в карьере прошли испытания эмульсионного взрывчатого вещества с использованием смесительно-зарядной машины компании «Tread Corporation» (США), в которых участвовали представители госгорпромнадзора Украины, НИИ безопасности труда и экологии в горнорудной и металлургической промышленности Украины и ГНИИ химических продуктов.
Начавшийся в 2008 году экономический кризис осложнил положение предприятия, в связи с сокращением спроса в начале декабря 2008 года цены на продукцию были снижены.
По состоянию на 2011 год, балансовые запасы сырья на Коростенском месторождении гранита, которое разрабатывает карьер, оценивали в 15 млн м³.
По состоянию на начало 2013 года, предприятие было одним из крупнейших бюджетообразующих налогоплательщиков города. В апреле 2013 года имела место попытка рейдерского захвата щебёночного завода.

## Современное состояние
Карьер производит нерудные строительные материалы: строительный камень, щебень, отсев и декоративный песок (из отсева).